# Jean de Kermavan
Jean de Kermavan (mort en 1514) est un ecclésiastique breton qui fut évêque de Léon de 1503 à 1514.

## Biographie
Jean de Kermavan appartient à une famille noble originaire du Léon. Il est pourvu de l'évêché de Léon par le Pape Jules II le 29 novembre 1503. En 1505 il accueille à Notre-Dame du Folgoët et à Saint-Pol de Léon la reine Anne de Bretagne qui effectue sa longue visite de ses États. Il meurt en 1514 et il aurait été inhumé dans la chapelle de Kermavan dans l'église paroissiale de Plounévez dans son diocèse de Léon. Cette assertion d'Albert le Grand est contradictoire avec la volonté exprimée par le prélat le 7 janvier 1512 d'être inhumé dans la chapelle Saint-André de sa cathédrale .

## Héraldique
Selon Albert le Grand ses armoiries sont: d'azur à la tour tournante d'argent écartelé d'or au lion d'azur